# Medicosma suberosa
Medicosma suberosa är en vinruteväxtart som beskrevs av Thomas Gordon Hartley. Medicosma suberosa ingår i släktet Medicosma och familjen vinruteväxter. Inga underarter finns listade i Catalogue of Life.